# Distretto di Moneragala
Il distretto di Moneragala è un distretto dello Sri Lanka, situato nella provincia di Uva e che ha come capoluogo Moneragala.